# Monstera acacoyaguensis
Monstera acacoyaguensis — квіткова рослина родини ароїдних і роду монстера. Її рідний ареал — Мексика (Чьяпас) до Белізу.